# Neolophonotus salina
Neolophonotus salina är en tvåvingeart som beskrevs av Jason Gilbert Hayden Londt 1987. Neolophonotus salina ingår i släktet Neolophonotus och familjen rovflugor. Inga underarter finns listade i Catalogue of Life.